# أرشيف الموسيقى الكردستانية

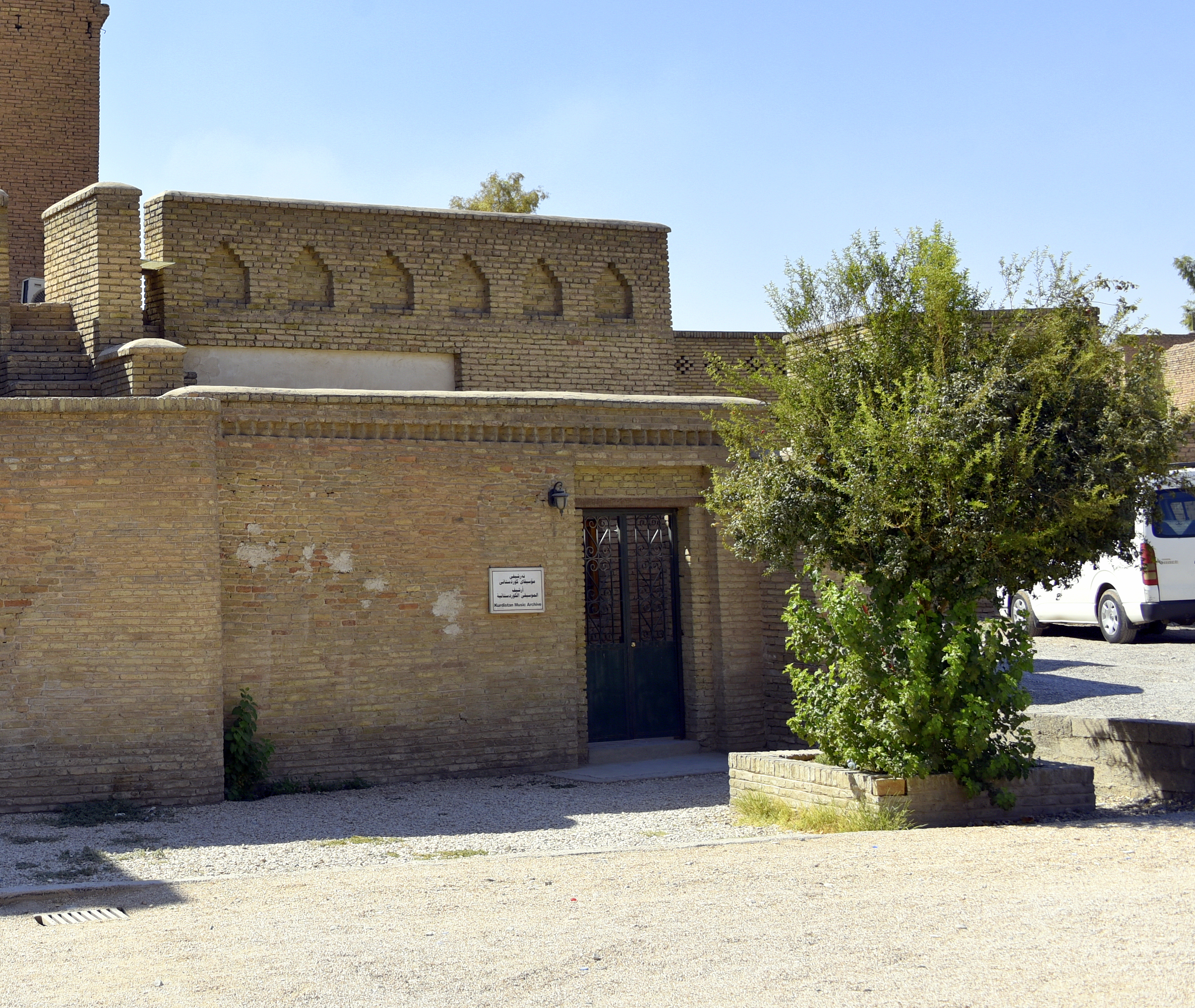
أرشيف الموسيقى الكردستانية داخل قلعة أربيل، هولير، العراق

أرشيف الموسيقى الكردستانية هو أرشيف على شكل معرض مكون من غرفةأرشيف موسيقى كردستان هو أرشيف يشبه المعرض ويتكون من غرفة واحدة ويحتل أحد المباني التقليدية التي تم تجديدها في قلعة أربيل. المدير الحالي (والمالك) هو أمجد أسد. الأسد، الذي يعمل بمفرده تقريبًا دون أي مساعدة خارجية، قام منذ عدة سنوات بتحويل آلاف أشرطة الكاسيت وفونوغرافات 78 دورة في الدقيقة للموسيقى والأغاني الكردية التي تمتد إلى حوالي 100 عام. في الأصل، تم إنشاء الأرشيف عام 1952 على يد جده في السوق القديم بوسط مدينة هولير. تم نقل الأرشيف بأكمله إلى موقعه الحالي في القلعة عام 2017. والهدف من إنشاء هذا الأرشيف هو الحفاظ على التراث الكردي من الأغاني والفولكلور الخاص به.     